# Seleção da Samoa Americana de Futebol Feminino
A Seleção da Samoa Americana de Futebol Feminino representa a Samoa Americana no futebol feminino internacional.